# 聲問川
聲問川（日语：／ Koetoigawa */?）是北海道北部稚内市的一條河流，在宗谷灣入海，屬於二級水系。此河以常可捕獲遠東哲羅魚（伊富魚）而聞名。
「聲問」源自阿伊努語中的「koy-tuye」，意指「波浪破碎的地方」。